# Open Matte

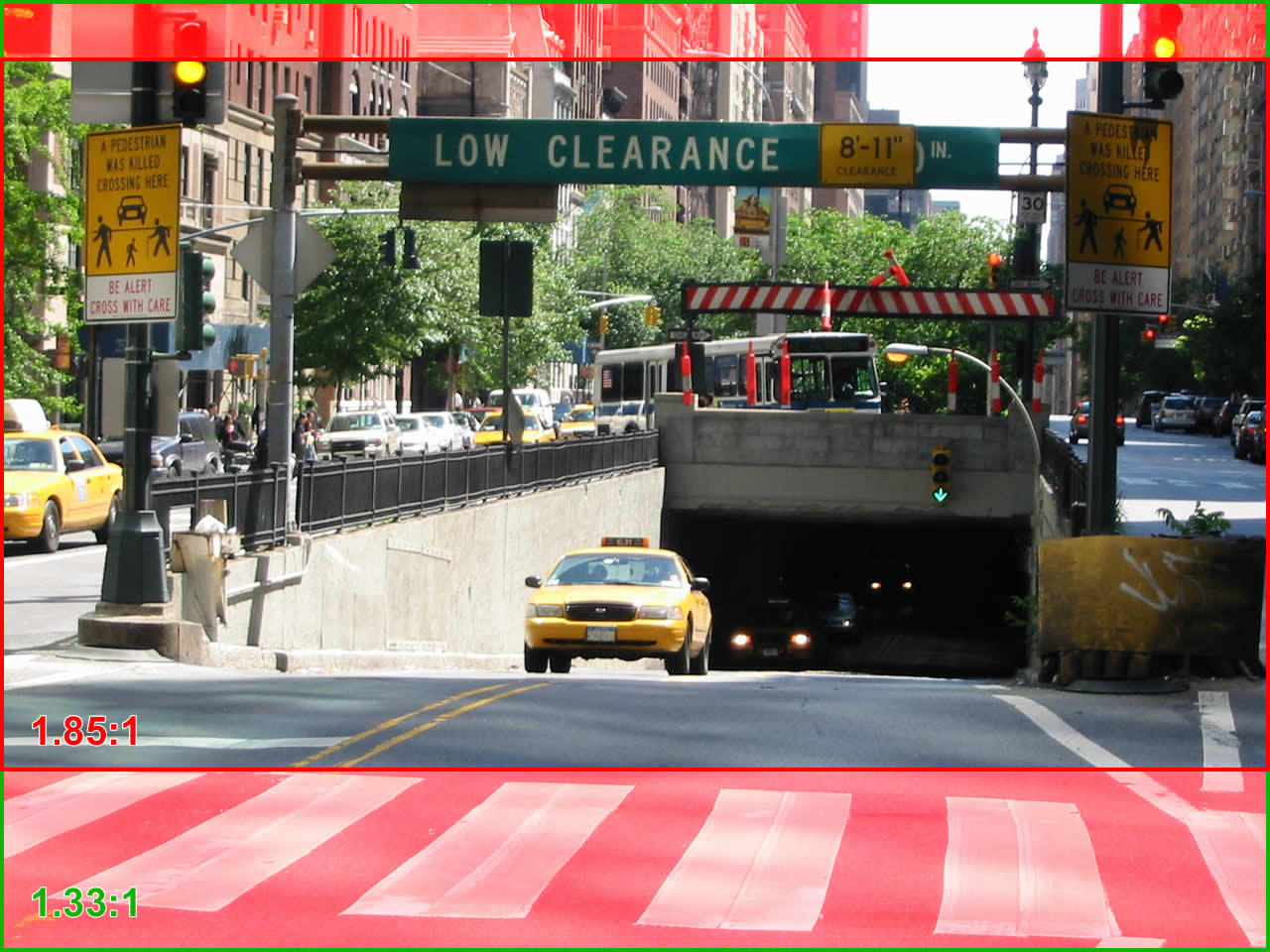
Open-Matte-Beispiel mit leichtem Verzug des Bildausschnittes nach oben

Open Matte [əʊpn̩ˈ mæt] (englisch offene Balken bzw. geöffnetes Passepartout) ist eine Entfernung der Maskierung vom Filmbild für die Darstellung im 4:3-Vollbildformat.
Das Negativ-Bildformat eines 35-mm-Films besitzt ein Seitenverhältnis von 4:3 (Breite zu Höhe).
Für die Kinopräsentation werden Teile am oberen und unteren Bildrand abgedeckt (maskiert), sodass das Bild im gewünschten Kinoformat projiziert wird.
Im Gegensatz zur Breitbildleinwand eines Kinos hatten die meisten Fernsehgeräte bis vor einigen Jahren ein Seitenverhältnis von 4:3, sodass das maskierte Bild auf einem Fernseher schwarze Balken ober- und unterhalb des Bildes verursacht. Um dies zu vermeiden, ist es in bestimmten Fällen möglich, die Maskierung rückgängig zu machen und dadurch das gesamte Bild zu erfassen.
Diese TV-Vollbild-Fassungen sind vor allem in den USA sehr beliebt, wo DVDs neben dem Kinoformat häufig auch im Vollbildformat erscheinen.

## Verfahren
Für die Maskierung des gewählten Bildausschnitts existieren zwei Verfahren.

### Hard Matting
Beim Hard Matting wird der nicht genutzte Teil des Bilds beim Kopiervorgang schwarz kaschiert. Kopien der originalen Filmrollen enthalten dadurch nur das Bild, das auch in den Kinos gezeigt werden soll.

### Soft Matting
Der nicht genutzte Teil des Bildes wird beim Soft Matting nicht kaschiert. Stattdessen muss der Filmvorführer im Kino diese Aufgabe übernehmen. Er hat darauf zu achten, dass die vom Kameramann nicht aktiv genutzten Bildteile verdeckt werden und so für den Kinobesucher nicht sichtbar sind. Folglich ist beim Soft Matting prinzipiell mehr Bildmaterial vorhanden als tatsächlich auf der Leinwand gezeigt wird. Da der Kameramann meist nur den eigentlichen (Kino-)Ausschnitt in seine Bildgestaltung einfließen lässt, kommt es vor, dass im eigentlich nicht sichtbaren Teil für den Dreh notwendige Ausrüstungsgegenstände wie Mikrofone, Kabel, Schienen usw. sichtbar sind.

### Vergleich der Verfahren

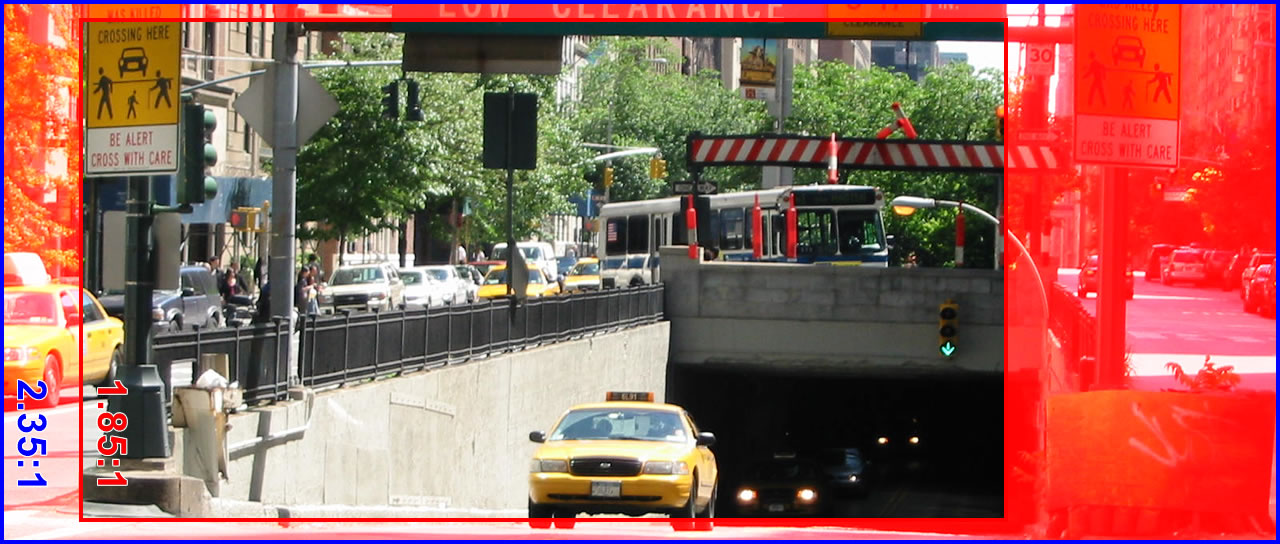
Beispiel für permanente Anpassung/Verschiebung des Bildausschnittes

Filme, die im Hard-Matting-Verfahren kopiert wurden, können nur so digitalisiert werden, wie sie auch im Kino zu sehen wären. Dadurch verursacht man zwar in der Regel schwarze Balken auf dem Bildschirm, aber übernimmt auch die vom Kameramann beabsichtigten Bilder.
Ist in diesem Fall ein anderes Bildformat gewünscht, so besteht die Möglichkeit, den Film so zu vergrößern, bis er das Zielformat ganz ausfüllt. Um die für die Handlung relevanten Dinge im Bild zu lassen, kann der vergrößerte Ausschnitt gezielt gewählt oder ggf. verschoben werden (Pan & Scan).
Bei diesem Verfahren ist es allerdings nicht möglich, das gesamte ursprüngliche Bild auf einmal im Zielformat darzustellen.
Dieses Manko ist bei Soft Matting aufgehoben. Allerdings sind die oben erwähnten Filmausrüstungsgegenstände, die in den zusätzlich vorhandenen Bildbereichen vorkommen können, zu berücksichtigen. In einem solchen Fall kann das Gesamtbild selektiv vergrößert werden; im Vergleich zur Vergrößerung bei Hard-Matting hat man allerdings mehr Freiheiten.
Beim Transfer-Vorgang können die zuständigen Techniker auch in Abstimmung mit Kameramann und/oder Regisseur den gewünschten Bildausschnitt wählen und auch innerhalb des Filmes selektiv verändern.

## Veränderung der künstlerischen Aussage
Wird das Bild selektiv gezeigt oder selektiv vergrößert oder (im Open-Matte-Fall) sogar durch eigentlich nicht vorhandene Teile erweitert, so wird der vom Kameramann gewünschte Bildeindruck verändert. Die Proportionen innerhalb des Bilds verändern sich; weiterhin kann durch Elemente, die zwar ins Filmbild passen, aber eigentlich nicht zu sehen wären, die Aufmerksamkeit des Zuschauers abgelenkt werden.